# Andreas Achenbach
Andreas Achenbach   (Kassel, 29 de setembre de 1815 - Düsseldorf, 1 d'abril de 1910) va ser un pintor alemany de paisatges i paisatges marins d'estil romàntic. Se'l considera un dels fundadors de l'Escola de Düsseldorf. El seu germà, Oswald, també era un pintor paisatgista molt conegut. Junts, a partir de les seves inicials, eren coneguts com els "Alpha i Omega" dels paisatgistes.

## Biografia

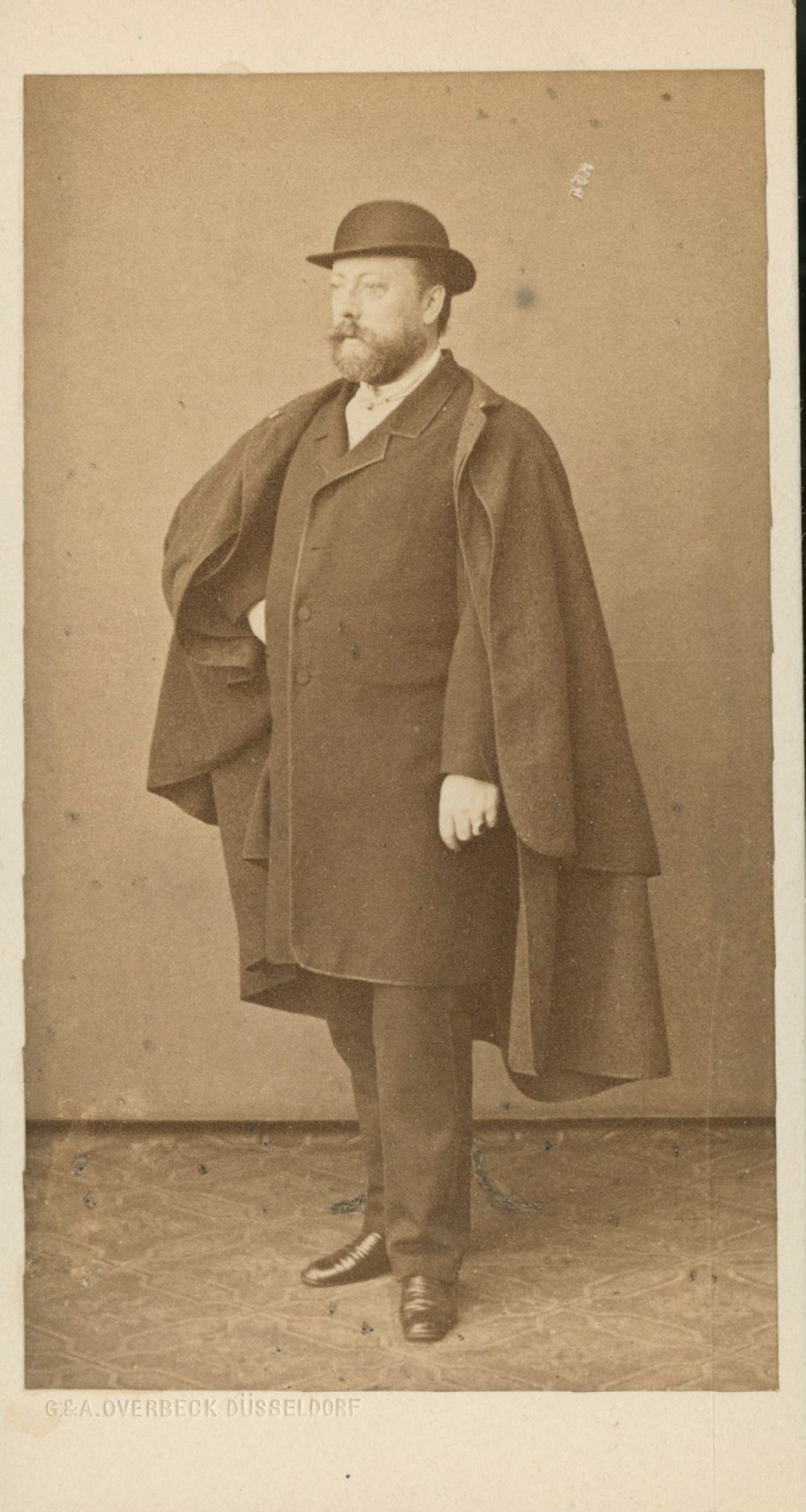
Andreas Achenbach de G. & A. Overbeck (empresa), c. 1868

El seu pare, Hermann, (1783–1849) era comerciant d'ofici, però va treballar en diverses professions. El 1816, va esdevenir el gerent d'una fàbrica de metall a Mannheim. Dos anys més tard, es van traslladar a Sant Petersburg, on el seu pare volia muntar una fàbrica amb els diners que la seva mare havia rebut com a herència. Va ser aquí on l'Andreas va prendre les seves primeres lliçons de dibuix. El projecte va fracassar i van tornar a la província del Rin el 1823. Aviat, el seu pare havia establert una fàbrica de cervesa a Düsseldorf, amb una fonda que era freqüentada per la comunitat artística local.
Allà, el 1827, va començar la seva formació artística seriosament, assistint a la Kunstakademie de Düsseldorf, on va estudiar amb Friedrich Wilhelm Schadow i Heinrich Christoph Kolbe. El 1831, amb només setze anys, va participar en una exposició local i va vendre un quadre. L'any següent, va estudiar pintura de paisatge amb Johann Wilhelm Schirmer.

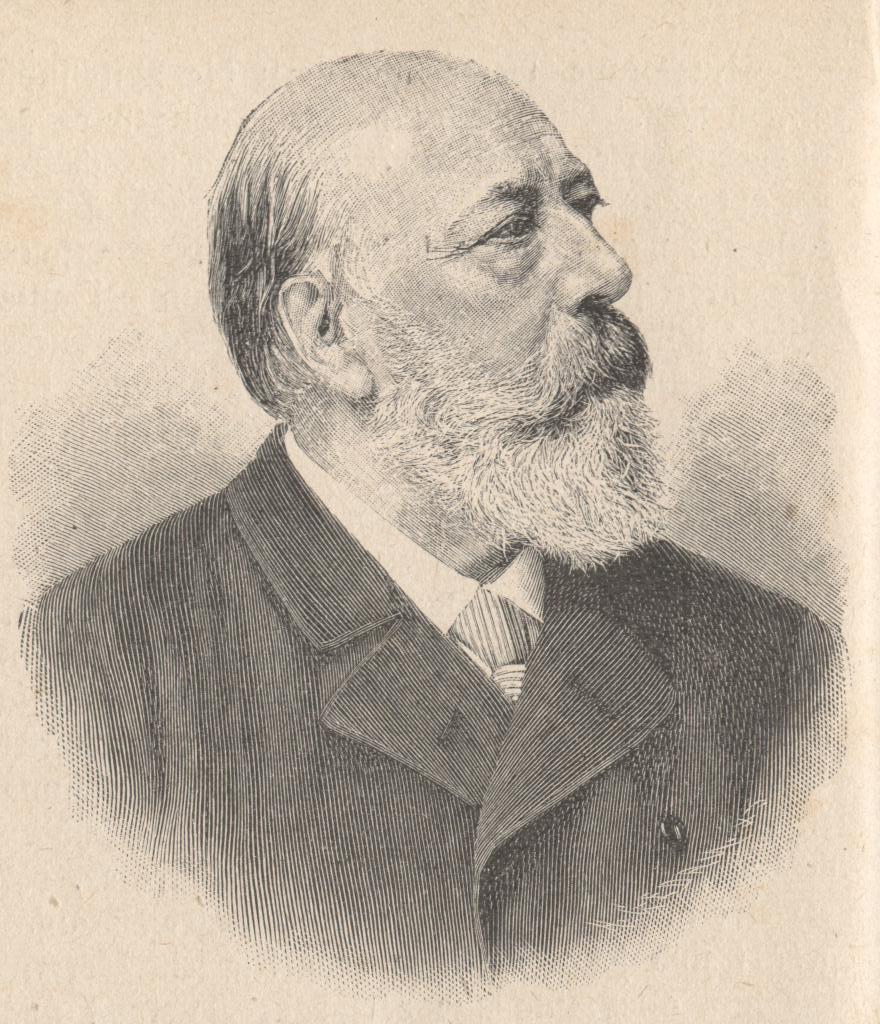
Andreas Achenbach, de
Die Katholische Welt (1896)

Després va fer un viatge d'estudis als Països Baixos i va tenir el seu primer èxit real el 1836, en una exposició a Colònia, on un dels seus quadres va ser comprat pel governador de la província del Rin, el príncep Frederic. Després d'una gira per Baviera i el Tirol, es va establir a Frankfurt i, amb l'ajuda d'Alfred Rethel, va obrir un estudi a l'Städelsche Kunstinstitut. Va viatjar contínuament, però, sovint en companyia del seu germà, per Escandinàvia i Itàlia. Tots dos es van convertir en visitants habituals d'Oostende. Va tornar a casa amb negocis familiars el 1846.
Aquell any es va fer càrrec de la cerveseria i la fonda. El seu pare, tot i que es va retirar tècnicament, es va convertir en comptable autònom. El 1848 es va casar amb Marie Louise Hubertine Catharine Lichtschlag (1827–1889), coneguda com a Luise. Van tenir cinc fills. El seu segon fill, Maximilian, es va convertir en cantant d'òpera, conegut amb el nom de Max Alvary.
Va ser un dels membres fundadors d'una associació artística coneguda com " Malkasten " (La caixa de pintura) i els va ajudar a adquirir l'antiga finca de la família Jacobi a Pempelfort, que es va convertir en el "Malkastenpark"; ara un Monument Nacional. Va prendre molt pocs estudiants a part del seu germà, en particular Albert Flamm, Marcus Larson, Apollinary Goravsky i William Stanley Haseltine.
Va rebre molts honors al llarg de la seva vida, com ara l'Orde de Leopold (1848), l'Ordre de Sant Estanislau (1861) i l'Orde de Sant Olav (1878). Es va convertir en membre honorari de la Pennsylvania Academy of the Fine Arts el 1853 i membre de l’Accademia di Belle Arti di Brera el 1862. El 1885, va ser nomenat ciutadà honorari de Düsseldorf.
Quan va morir, va rebre una gran visió i una cerimònia a la casa Malkasten. Va ser enterrat en una magnífica tomba amb una escultura de Karl Janssen. Hi ha un carrer, el "Achenbachweg" que porta el seu nom a Holsterhausen (Essen).

## Pintures seleccionades

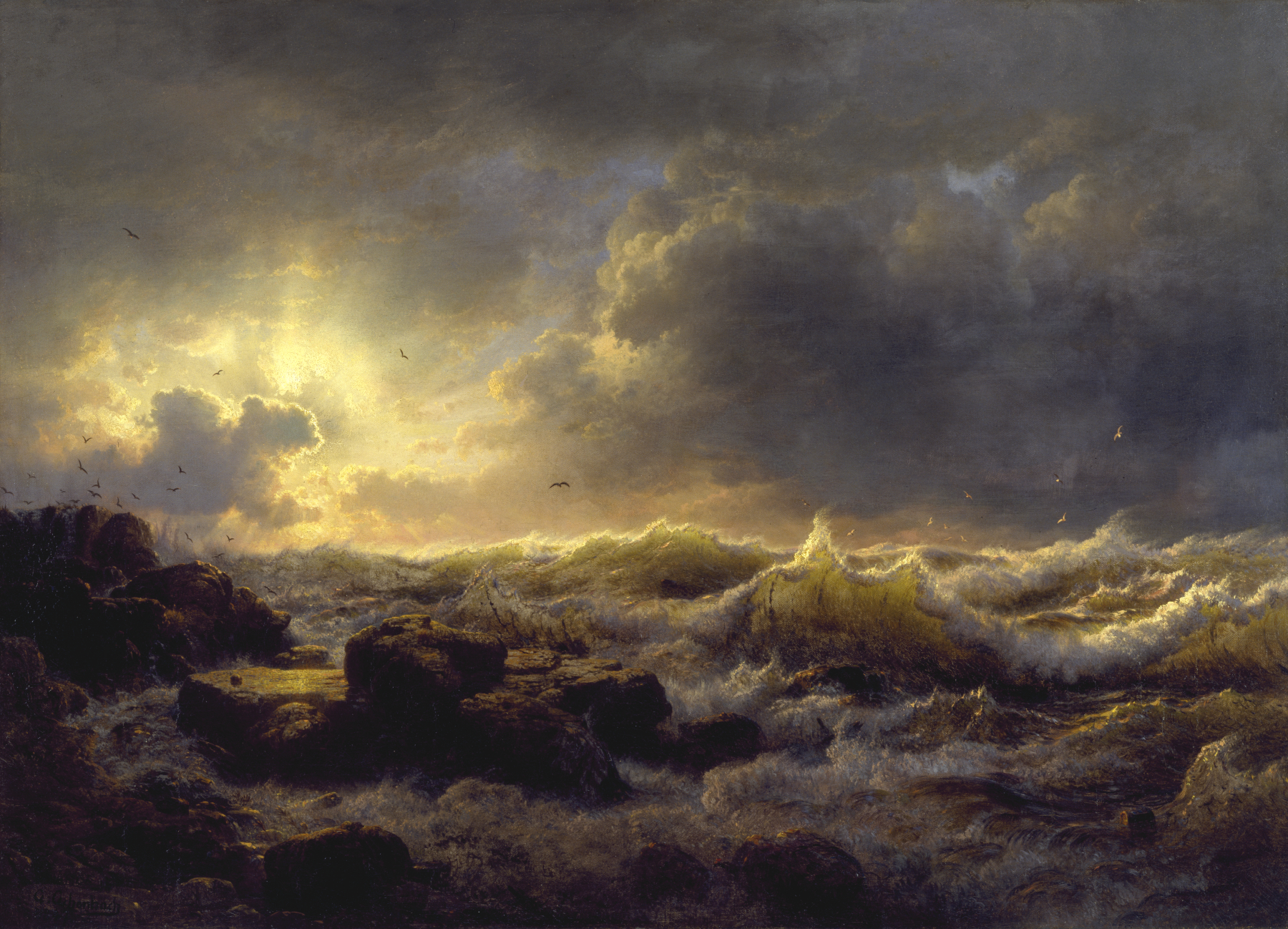
Clearing Up—Costa de Sicília, 1847, The Walters Art Museum
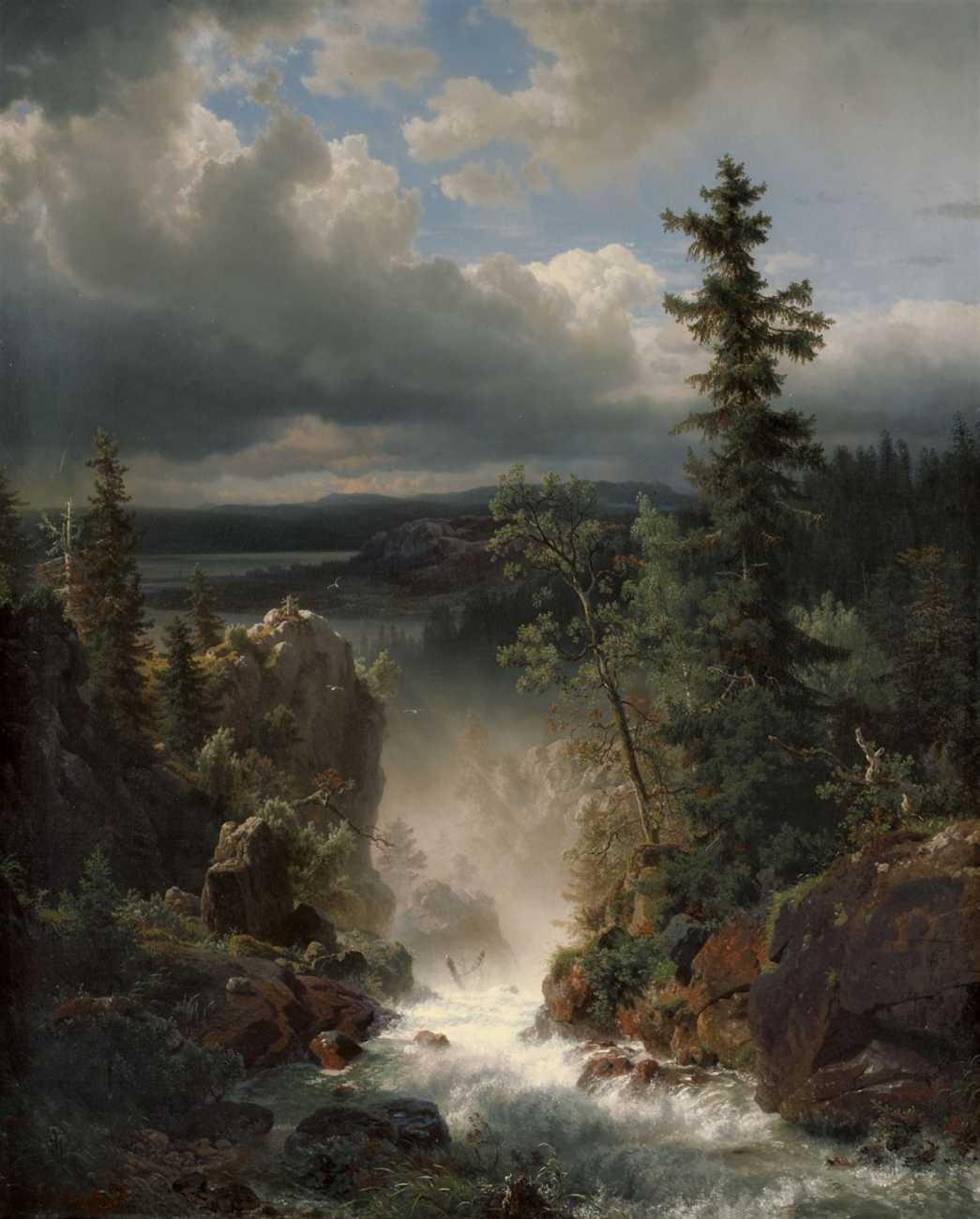
Wildbach
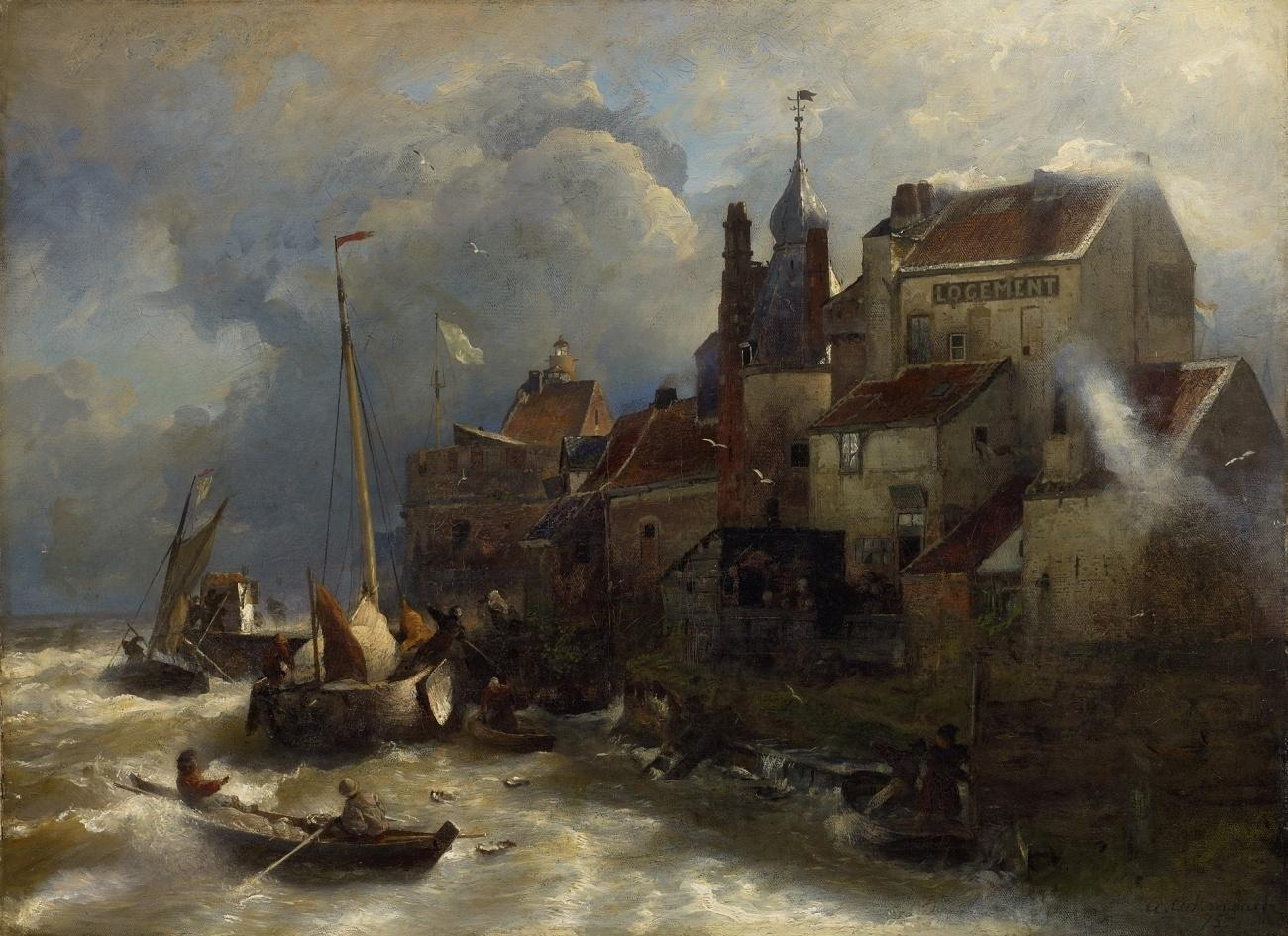
Küstenlandschaft mit Stadtansicht, 1875
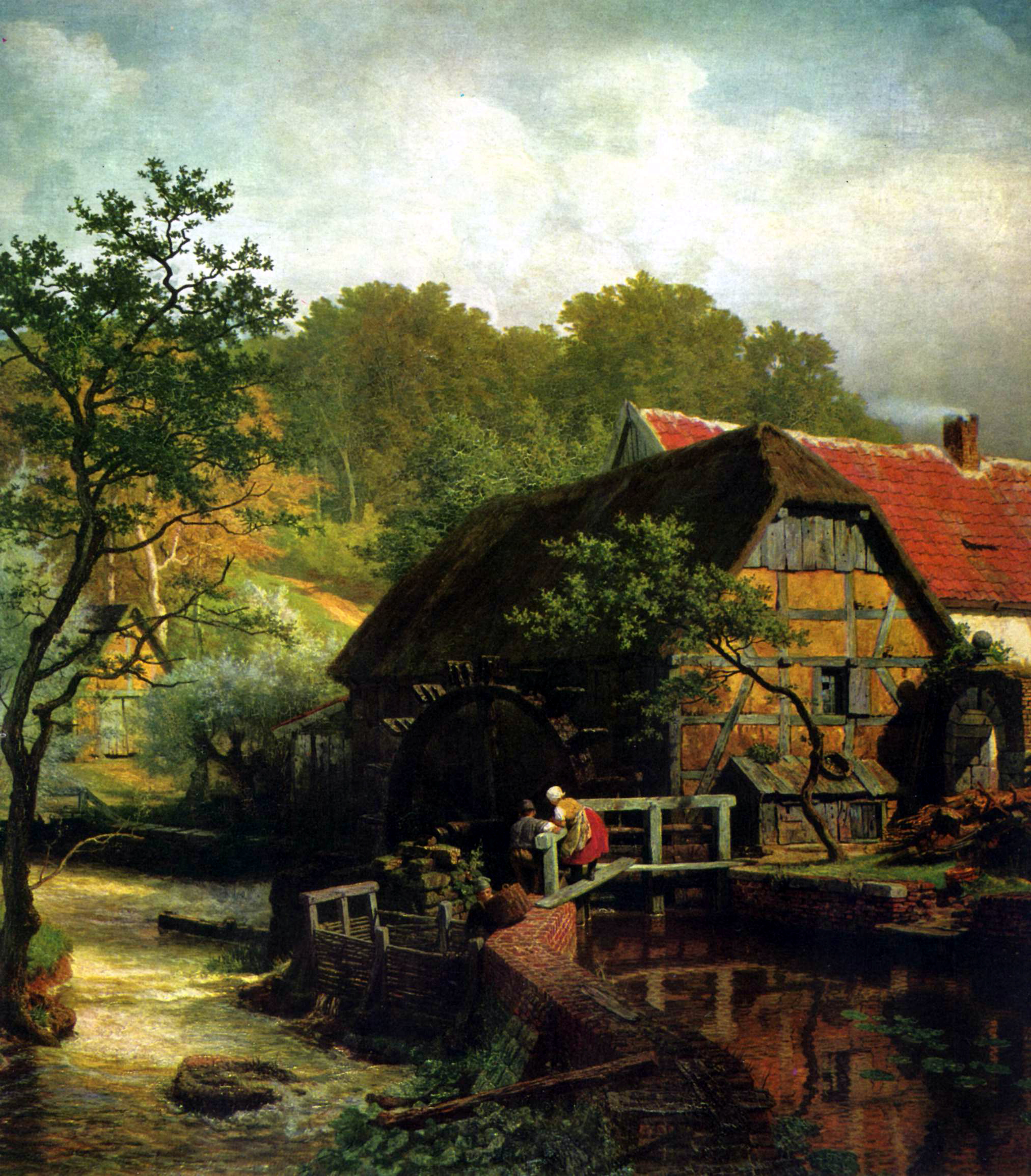
Molí d'aigua a Westfàlia, 1863
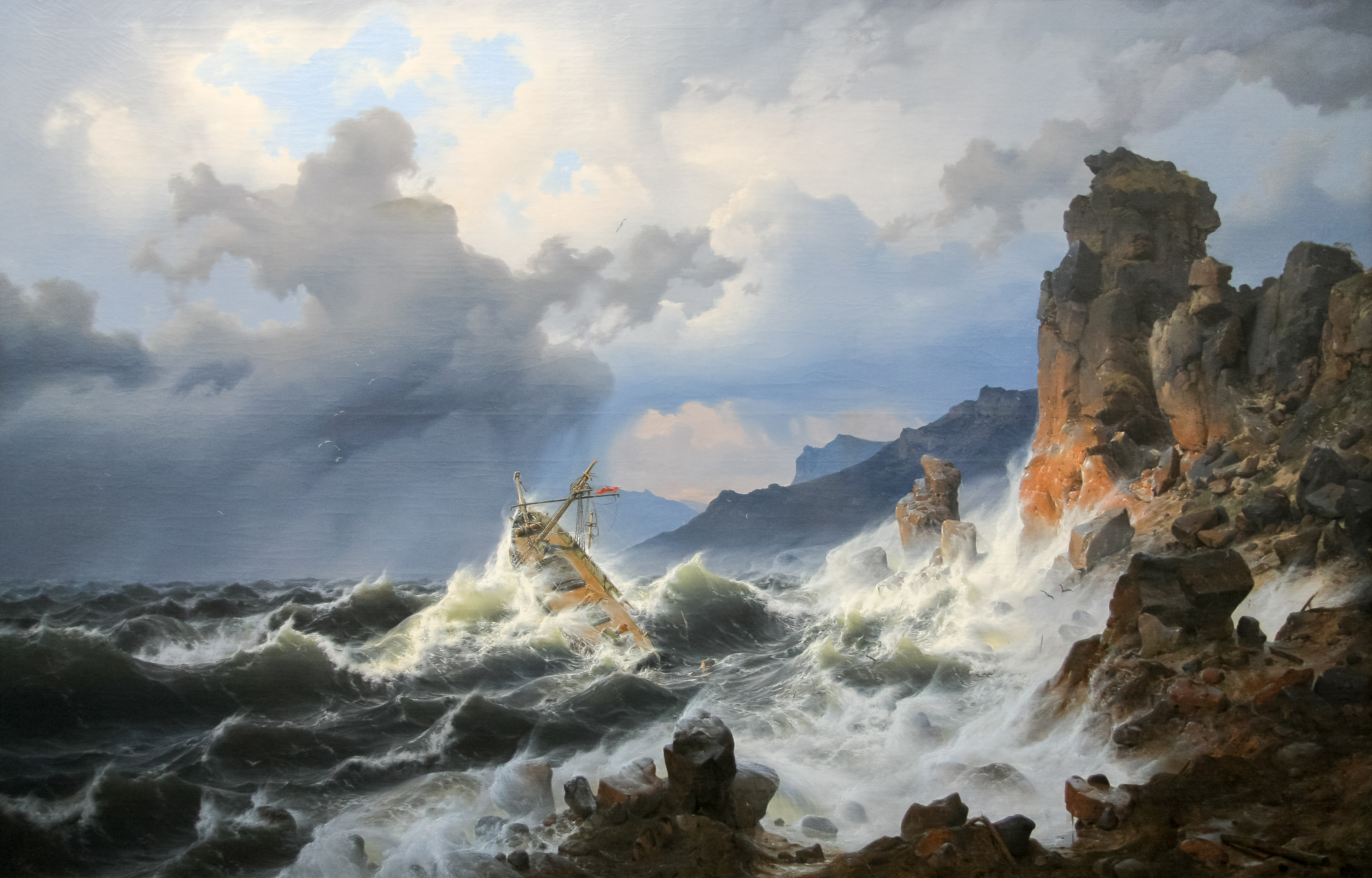
Tempesta al mar a la costa noruega, 1837, Museu Städel
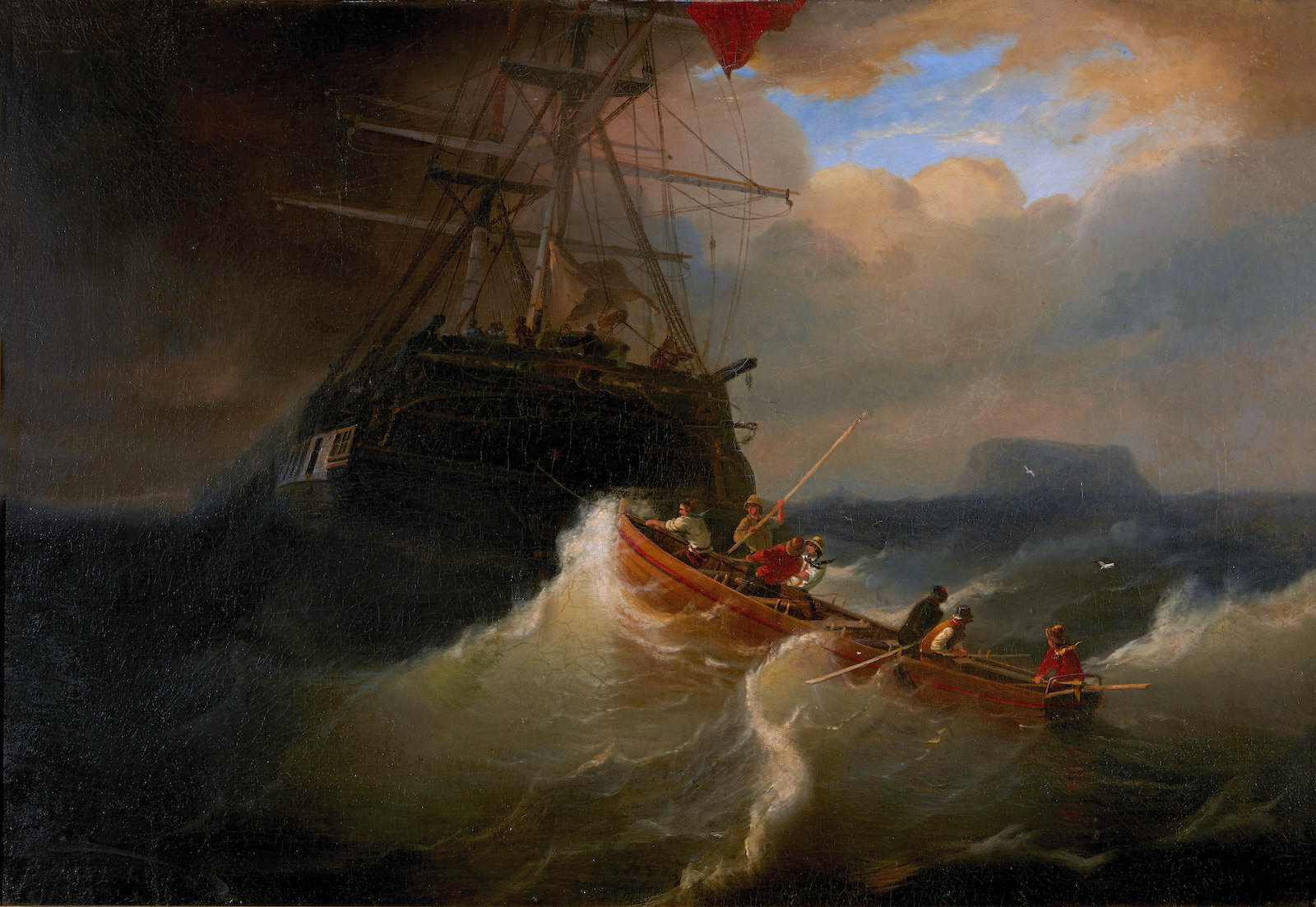
Recuperant el vaixell de popa, 1842